# Casa Blanca Mitjà de Pallés
La Casa Blanca Mitjà de Pallés és un edifici noucentista del municipi de la Garriga (Vallès Oriental) inclòs en l'Inventari del Patrimoni Arquitectònic de Catalunya.

## Descripció
És un edifici civil destinat a habitatges. Construït entre parets mitgeres i fent cantonada. Consta de planta baixa i dos pisos. Tota la façana de planta baixa està encerclada amb esgrafiats. A la planta pis, servint-se de diversos motius, hi ha esgrafiades les quatre estacions. Els esgrafiats de façana reprodueixen columnes, frontons, motius geomètrics, florals, etc. L'estuc de les cantonades és carreuat.

## Història
Edifici representatiu de l'arquitectura de Duran Reynals. Suposa un tornar a les formes i motius renaixentistes en la seva obra de postguerra. Duran Reynals abandona els postulats i llenguatge arquitectònic racionalista.